# 行宫东街道
行宫东街道是中华人民共和国河北省廊坊市三河市下辖的一个街道办事处。成立于2005年3月。
2019年，河北省民政厅发出《关于同意三河市部分行政区划调整的批复》（冀民函〔2019〕82号）：行宫东大街街道办事处更名为行宫东街道办事处。

## 行政区划
行宫东街道下辖以下村级行政区划单位：
忆江南社区、福成北区社区、御园北区社区、迎宾社区、燕兴社区、二四社区、中建社区、福成五期北区社区、福成五期南区社区、汇福社区、靖湘园社区、北欧社区、青一社区、天洋城社区、富地社区、鑫岭社区、天子社区、花都社区。